# N11 (Niger)
Die N11 oder RN11 ist eine hochrangige Straße vom Typ Nationalstraße (französisch route nationale) in den Regionen Zinder und Agadez in Niger.

## Verlauf und Charakteristik

### Allgemeines

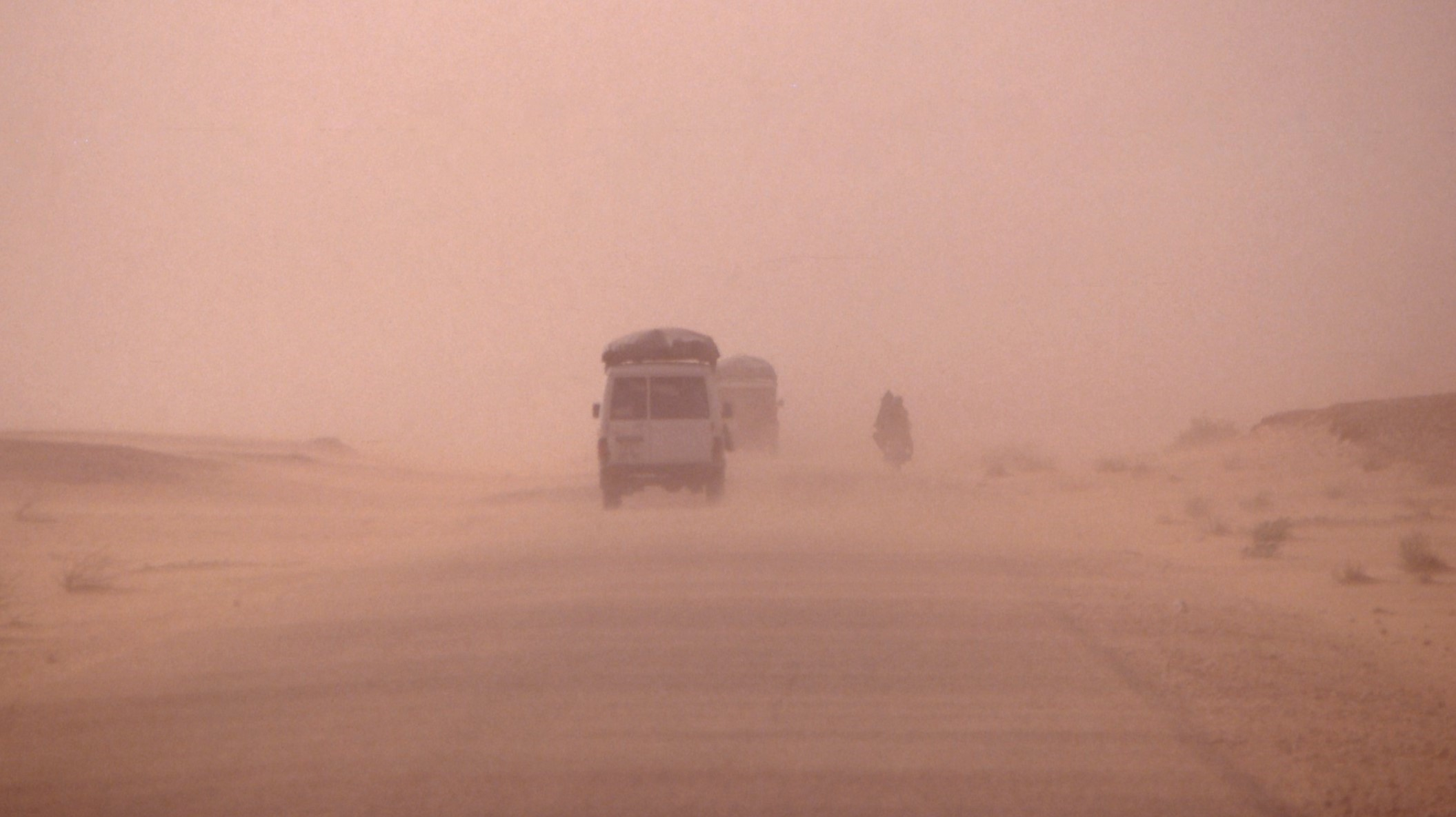
Sandsturm auf der N11 (1991)

Die N11 ist insgesamt 980,9 Kilometer lang. Sie besteht aus einem nördlichen und einem südlichen Teil, die in der Stadt Zinder durch einen Abschnitt der N1 verbunden sind. Im System der Trans-African Highways bildet die N11 einen Teilabschnitt des Algier-Lagos-Highway.

### Südlicher Teil
Die N11 beginnt im Süden in der Region Zinder an der Staatsgrenze zu Nigeria. Nach dem Dorf Dachi führt sie durch das Dorf Tinkim, wo links die zurück zur Staatsgrenze zu Nigeria führende N13 abzweigt. Als weitere Abzweigungen folgen in der Stadt Magaria rechts die ebenfalls zur Staatsgrenze zu Nigeria führende N12 sowie im Gemeindehauptort Bandé rechts die nach Gomba führende Route 747 und links die nach Gouchi führende Landstraße RR7-003.
Die N11 verläuft weiter durch das Dorf Babban Rouwa und den Weiler Gada Garin Gjadi. Dort zweigen links die Route 754 nach Guirari und rechts die Route 743 nach Gidan Moutoun Daya ab. Im Gemeindehauptort Dogo zweigt links die Route 718 nach Mirriah ab. Danach folgt die rechtsseitige Abzweigung der Landstraße RR7-004 nach Matamèye. In der Regionalhauptstadt Zinder endet der südliche und beginnt der nördliche Abschnitt der N11.

### Nördlicher Teil
Nördlich des Stadtzentrums von Zinder zweigt rechts die N34 nach Gouré von der N11 ab. Nach dem Dorf Bakin Birgi erreicht die N11 zuerst das Dorf Guézawa mit der linksseitigen Abzweigung der N45 nach Tessaoua und dann das Dorf Sabon Kafi mit der linksseitigen Abzweigung der N32 nach Keita. Sie passiert noch das Dorf Maja und durchquert das Dorf Dalli. Im Stadtzentrum von Tanout zweigt links die Route 751 nach Bakatsiraba und im Dorf Takoukout links die Route 726 nach Gourbobo ab. Später verlässt die N11 die Region Zinder und erreicht die Region Agadez.
In der Region Agadez verläuft die N11 weiter durch den Departementshauptort Aderbissinat, am Ortsrand von Anialé und durch das Dorf Abalama. Sie überwindet die Geländestufe Tiguidit und quert über eine Brücke das Trockental Torouf. Nach dem Dorf Inebziguin erreicht sie das urbane Zentrum der Regionalhauptstadt Agadez. Dort gibt es folgende Abzweigungen: links die N25 nach Niamey, links die N26 nach Mararaba, rechts die N21 nach Toummou und rechts die Landstraße RR1-002 nach Iférouane.

Frau an der N11 zwischen Agadez und Arlit (1985)

Nach dem Stadtzentrum von Agadez führt die N11 über eine Brücke über das Trockental Téloua. Dann passiert sie das im Westen gelegene 553 m hohe Gebirge Ader-en-Tagaït. Es folgt die rechtsseitige Abzweigung der Route 111 nach Tchirozérine. Die N11 quert nun das Trockental Solomi, verläuft durch das Dorf Anoumakaram und quert das Trockental Anou Makaren. In der Stadt Arlit zweigt rechts die Route 122 nach Timia ab.
Das Teilstück der N11 zwischen Agadez und Arlit ist der erste Abschnitt der 650 Kilometer langen Route de l’Uranium („Uranstraße“), über die die Produkte des Uranbergbaus in Niger transportiert werden. Die Route de l’Uranium verläuft Richtung Süden weiter über die N25, die N29, die N1 und die N7 bis zur Staatsgrenze zu Benin. Das Ziel der Straßentransporte ist der Hafen von Cotonou. Befestigt wurde die Route de l’Uranium zwischen 1976 und 1980. Vereinbarungen mit den Uranbergbauunternehmen sorgen für ihre Instandhaltung.
Nach Arlit ist die N11 nur noch eine einfache Piste. Sie quert das Trockental Ti-m-Meghsoï und endet nach dem Grenzort Assamaka an der Staatsgrenze zu Algerien.